# حسینیه فهادان
حسینیه فهادان "جنگل" مربوط به دوره قاجار است و در یزد، محله فهادان "جنگل"، کوچه حسینیه بزرگ واقع شده و این اثر در تاریخ ۲۵ اسفند ۱۳۷۸ با شمارهٔ ثبت ۲۶۵۲ به‌عنوان یکی از آثار ملی ایران به ثبت رسیده است.